# George E. Smith
 For alternative betydninger, se George Smith.
George Elwood Smith (født 10. maj 1930, død 28. maj 2025) var en amerikansk fysiker og Nobelprismodtager.
Smith opfandt sammen med Willard Boyle CCD-sensoren.

## Eksterne henvisinger
- Wikimedia Commons har flere filer relateret til George E. Smith
- Smiths biografi på nobelprize.org